# Некресский монастырь
Некресский монастырь (Монастырь Некреси, груз. ნეკრესის მონასტერი) — грузинский православный монастырь в восточной Грузии, в краю Кахетия, основанный в VI веке. Расположенный на одном из самых восточных отрогов Большого Кавказского хребта монастырь является частью более крупного исторического памятника Некреси, когда-то цветущего города эпохи поздней античности. В средневековой грузинской литературной традиции начало монашества в Некреси связано с именем монаха VI века Абибосом Некресским, известным своим христианским прозелитизмом и борьбой с зороастризмом. Монастырь был закрыт вскоре после упразднения Российской Империей Грузинской церкви в 1811 году. После почти двухвекового перерыва монастырь вновь начал функционировать в 2000 году.
Некресский монастырь возвышается на лесистом холме, известном как гора Назвреви гора (буквально «холм бывших виноградников»), в восточной части исторического памятника Некреси, примерно в 3,7 км к востоку от современной деревни Шильда (Кварельский муниципалитет). Он представляет собой комплекс зданий, включающий трёхцерковную базилику Успения Пресвятой Богородицы и погребальную часовню, датируемых VI веком, церковь Архангела Михаила, построенную в VIII или IX веке, епископский дворец IX века, а также трапезную XII века, оборонительную башню XVI века, остатки складов и другие вспомогательные сооружения. Комплекс внесён в список недвижимых памятников культуры национального значения Грузии.

## История

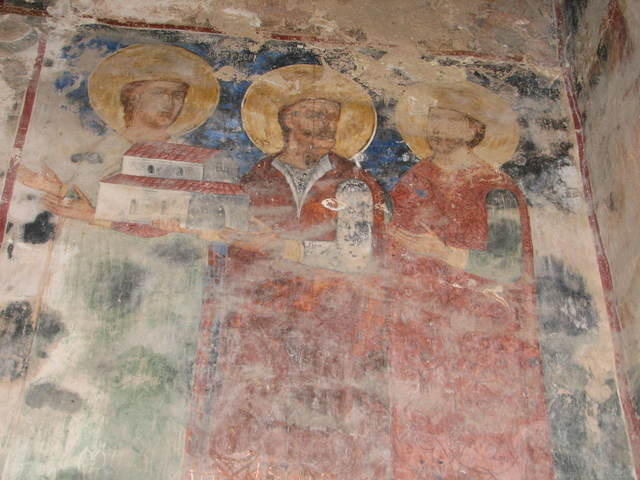
Леван, царь Кахетии, вместе со своей женой Тинатин Гуриели и сыном Александром, на фреске XVI века в некресской церкви Успения Пресвятой Богородицы.

Монастырь Некреси был основан в VI веке. Ранняя доминирующая версия о том, что первая церковь комплекса была построена на месте зороастрийского храма в IV веке, была опровергнута археологическими раскопками, которые не обнаружили никаких доказательств каких-либо свидетельств наличия строений на холме ранее VI века. В этот период происходил подъём монашества в Восточной Грузии, популяризированного «Тринадцатью сирийскими отцами», группой монахов, которым средневековая грузинская литературная традиция приписывала основание нескольких монастырей по всей стране. Один из этих людей, Абибос Некресский, проповедовал христианство среди горцев к востоку от Арагви и боролся с зороастрийскими влияниями. Согласно легенде он погасил священное пламя водой, после чего был схвачен и предан смерти.
Хотя большая часть средневековой истории Некреси не задокументирована в письменных источниках, археологические данные и анализ его архитектуры свидетельствуют об обширной строительной деятельности в монастырском комплексе в IX веке, когда город Некреси пребывал в необратимом упадке. Кроме того, монастырь служил резиденцией грузинского епископа, носившего титул Некресели. Святой Абибос традиционно считается первым епископом Некреси; ни один другой местный епископ не известен по имени до 1556 года. Его оборонительные сооружения были укреплены во время относительно стабильного правления двух царей Кахетии: Левана, правившего в 1518—1574 годах, и Александра II, правившего в 1574—1605 годах.
Последовавшие затем смуты и непрекращающиеся грабительские набеги со стороны соседних племён Дагестана вынудили епископа в 1785 году перевести свою резиденцию из монастыря в относительную безопасную церковь Божией Матери в соседнем селе Шильда. Вскоре после ликвидации Российской империей Грузинской церкви в 1811 году епархия Некреси была упразднена, а затем и сам монастырь был распущен. Оба они были восстановлены в современной Грузии после распада СССР: бывшее епископство было восстановлено как епархия Некреси в составе Грузинской православной церкви в 1995 году, а монастырь был вновь заселён монахами в 2000 году. С 2008 по 2010 год весь комплекс подвергся систематическим археологическим исследованиям и существенной реконструкции.

## Сооружения

### Погребальная часовня
Погребальная часовня является самым старым сохранившимся сооружением в монастырском комплексе Некреси, имея площадь в 4 м². Устоявшаяся версия о том, что это была прото-базилика, построенная на месте бывшего зороастрийского храма в конце IV века и, таким образом, одна из старейших христианских церквей в Грузии, была опровергнута археологическими исследованиями 2008—2009 годов, которые не нашли никаких доказательств дохристианского присутствия человека на этом месте и обозначили время появления церкви VI веком. Часовня представляет собой зальное здание с миниатюрным подковообразным святилищем на восточной стороне. Она имеет входы с северной, южной и восточной сторон, а также сводчатый склеп под перекрытием, который использовался для захоронений. Это позволило сделать вывод, что здание было построено в качестве погребальной часовни.

### Церковь Успения Пресвятой Богородицы

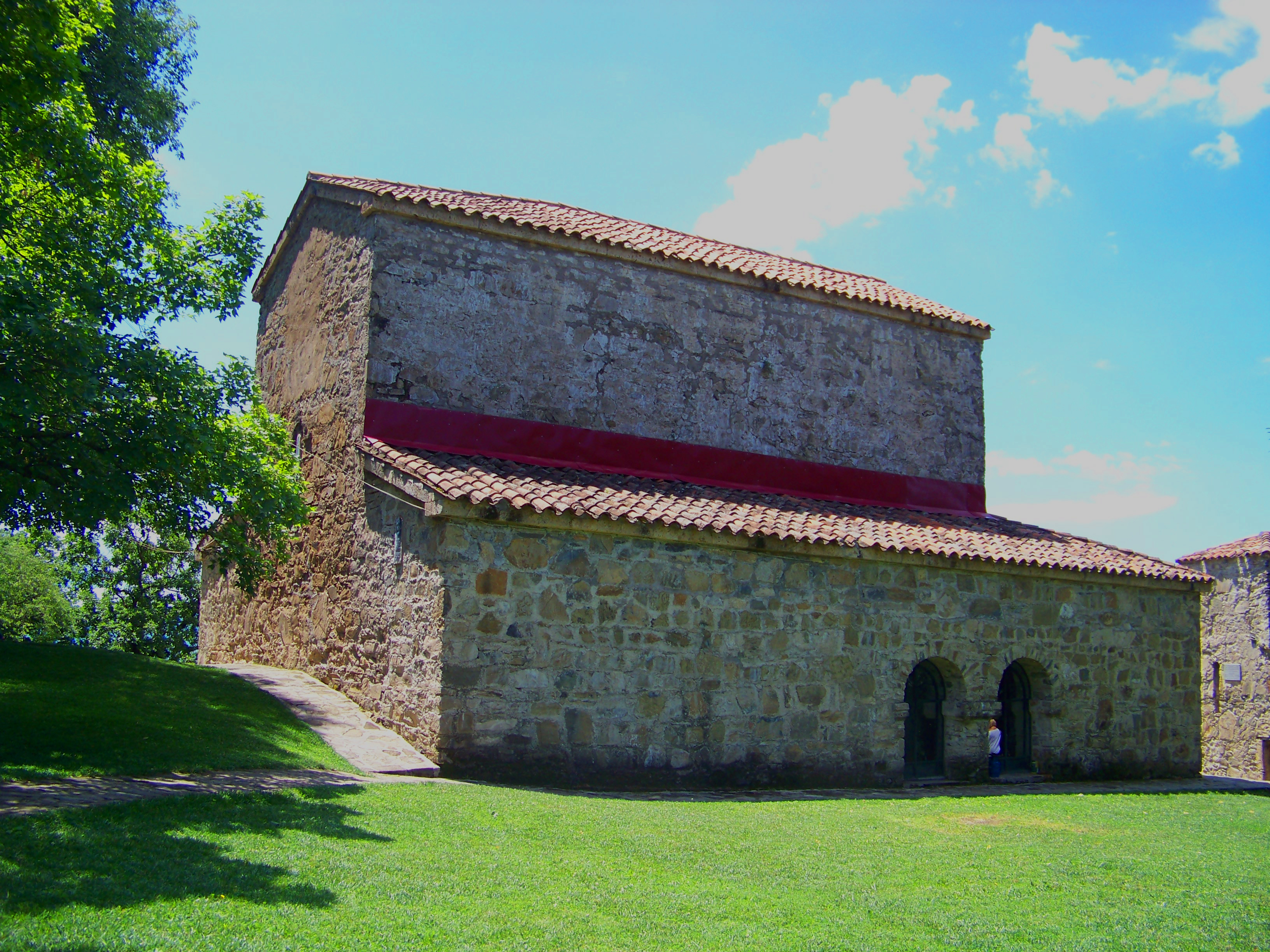
Южный фасад церкви Успения Пресвятой Богородицы.

Церковь Успения Пресвятой Богородицы, стоящая к югу от погребальной часовни, датируется VI или VII веком. Она была построена из щебня и занимает площадь в 17,2 на 12,7 метров. Строение относится к типу церковного здания, известного в Грузии как трёхцерковная базилика, в которой центральный неф и два боковых нефа разделены сплошными стенами. В некресской церкви притвор с западной стороны открывается на все три прохода. Центральный неф заканчивается глубокой апсидой со святилищем на востоке, которая окружена прямоугольным пастофорием с обеих сторон. Боковые нефы также заканчиваются апсидами. Северный проход сообщается с центральным нефом через дверь, но соответствующая дверь на южных проходах, предположительно была заблокирована столетия назад, поскольку фрески XVI века покрывают эту область. Северный и южный проходы выходят наружу с аркадами из двух арок.
Интерьер церкви украшен фресками, выполненными по заказу кахетинского царя Левана в середине XVI века. Царь вместе со своей семьёй изображен в западной части южной стены. Они несут на себе влияние поздневизантийского палеологического искусства.

### Церковь Архангела

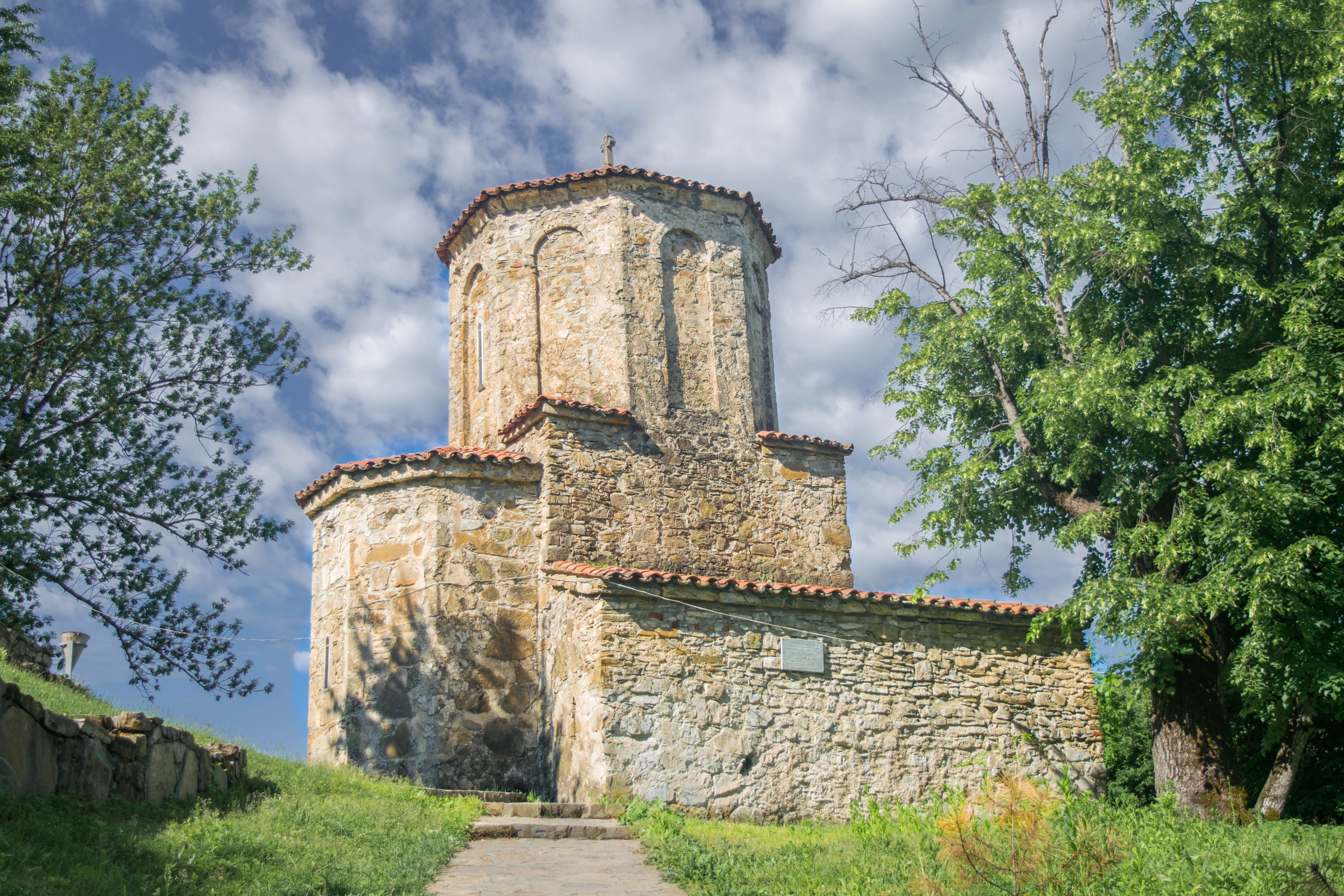
Церковь Архангела.

Церковь Архангела представляет собой здание VIII—IX веков, расположенное в юго-западной части монастырского комплекса Некреси. Построенная из щебня с дополнительным использованием известняковых плит, она представляет собой централизованно спланированную церковь, с переходными чертами купольной трёхцерковной базилики. Она имеет два апсидных боковых прохода к северу и югу от центрального нефа. Последний заканчивается пятиугольной апсидой со святилищем, пронизанной единственным окном в церкви. Окно в северном проходе заложено. Южный проход и западный притвор открываются наружу через аркады с двумя арками. Переход из центрального помещения в округлый купол осуществляется с помощью двух тромпов на западной стороне и парусов на востоке. Барабан купола имеет окна на восток, юг и запад. Внутреннее убранство центральной части храма ныне сохранило лишь едва различимые следы фресок. Примерно в 25 метрах к северо-востоку от церкви, на террасированном склоне, было обнаружено несколько монашеских келий.

### Епископский дворец и другие строения

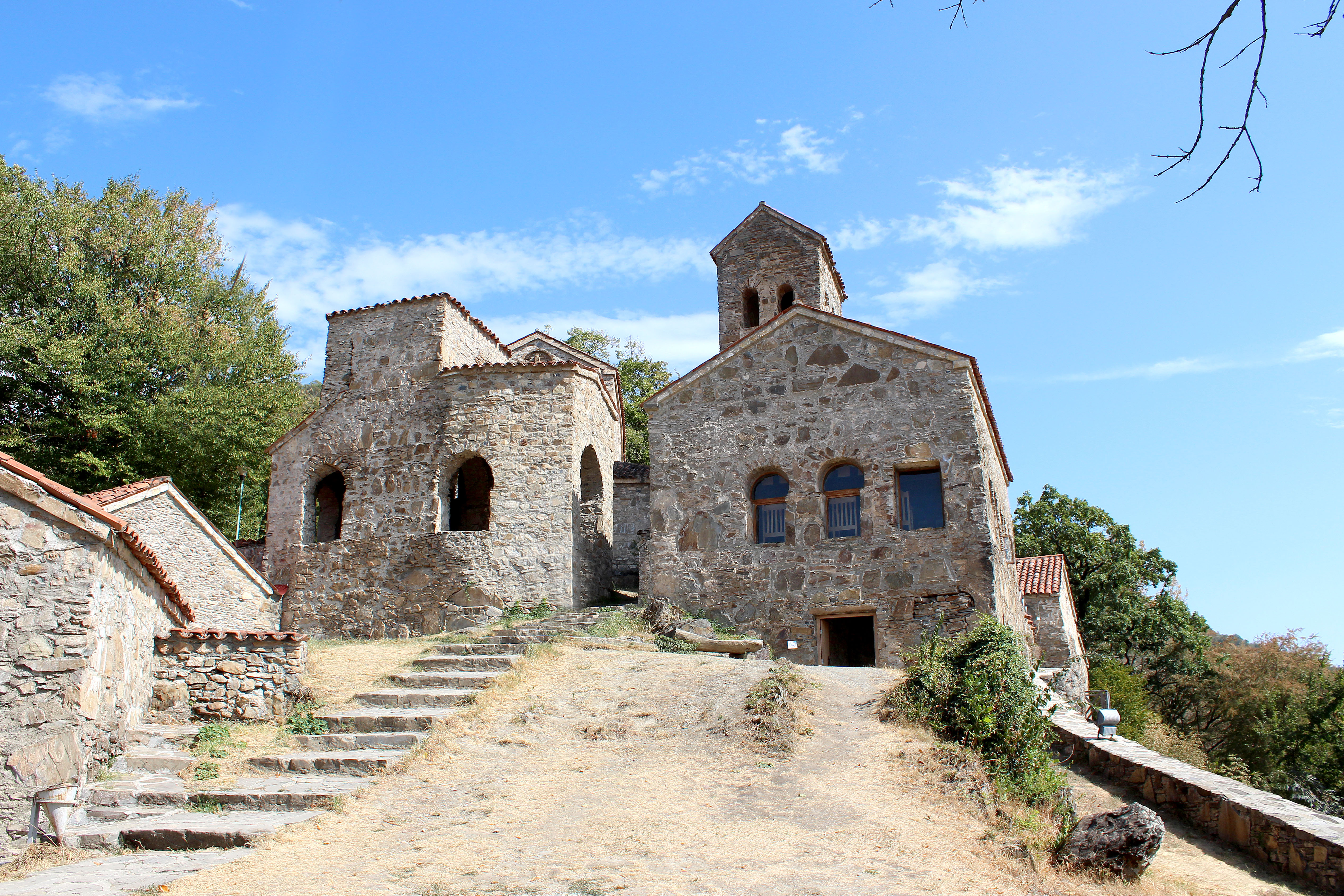
Части монастырского комплекса: епископский дворец (справа), погребальная часовня (слева), трапезная (слева на переднем плане) и башня (справа на заднем плане).

Епископский дворец представляет собой двухэтажное здание, стоящее в нескольких метрах к юго-западу от церкви Успения Пресвятой Богородицы. Окна на обоих этажах имеют резко очерченные подковообразные арки, архитектурный элемент, не используемый в Грузии после IX—X веков. Комнаты расположены в порядке анфилады. Первый этаж почти полностью занят винным погребом, с большим прямоугольным каменным винным прессом в его северной части и рядом винных кувшинов (квеври), погребённых под землей. Потолок поддерживается восьмиугольной колонной в центре. Двухэтажная лестница ведёт на террасу, которая затем продолжается в главную комнату верхнего этажа. Здание было покрыто деревянными балками, поддерживающими терракотовую плитку. К востоку к дворцу примыкает одноэтажное сводчатое здание, предположительно трапезная из-за его расположения рядом с винным погребом.
К северной стене дворца примыкает трёхэтажная оборонительная башня, построенная в XVI веке. Она была построена на месте ранней прямоугольной конструкции с резервуаром для воды и оснащена амбразурами. Её самый верхний этаж, с большими отверстиями, также использовался в качестве колокольни.